# Crackdown (jeu vidéo)
Pour les articles homonymes, voir Crackdown (homonymie).
Pour le jeu vidéo de 1989, voir Crack Down.
Crackdown est un jeu vidéo d'action et de tir à la troisième personne développé par Realtime Worlds et édité par Microsoft Games Studios sur Xbox 360. Le jeu est sorti le 20 décembre 2006 en Amérique du Nord et le 23 février 2007 dans le reste du monde. Crackdown a été conçu par David Jones, le fondateur de Realtime Worlds et également à l'origine des jeux Grand Theft Auto et Lemmings. La suite de ce jeu, Crackdown 2, est sortie en 2010 sur la même console.

## Système de jeu
Le gameplay de Crackdown se rapproche des GTA-like par la liberté d’action offerte, la possibilité de prendre le contrôle de véhicules et les phases de tir dans les rues.
Le joueur incarne un représentant de la loi génétiquement modifié qui évolue selon 5 critères : la force, la maîtrise des explosifs, la capacité de tir, la conduite et l’agilité. Le personnage est capable de sauter d’immeubles en immeubles, de monter des gratte-ciels, d’envoyer des véhicules au loin par sa simple force, etc. Le personnage doit se battre contre 3 gangs : Les Los Muertos, Les Volks et La Shai-Gen. Le jeu possède au total 21 boss à affronter :
Los Muertos :
1. Rodrigo Alvarez
2. Violetta Sanchez
3. Juan Martinez
4. Don Domingo Garcia (chef des Los Muertos)
5. José Guerra
6. Ramon Gonzales
7. Rafael Diaz

Les Volks :
1. Natalya Gryzunova
2. Igor Biragov
3. Boris Mikhailov
4. Sergei Sovetnik Yuriev
5. Vladmir Golyak (chef des Volks)
6. Olga Romanova
7. Viktor Rabotnikov

Shai-Gen :
1. Mme (Mrs.) Timbol
2. Dr. Baltazar Czernenko
3. Melissa Fang-Yin
4. Zuang Lun Wang (PDG de Shai-Gen)
5. Colonel Axton Cowell
6. Thadeous Oakley
7. Vitaliy Rzeznik

## Moteur physique
Crackdown utilise le moteur Havok.